# Ptičja hiša
Ptičja hiša (1994) je antiutopični roman pisateljice Berte Bojetu. Klasično antiutopično sporočilo škodljivosti tehničnega napredka, ki hoče ljudi spremeniti v stroje, je Bojetujeva razširila s spoznanjem o škodljivosti nasilja nad posameznikom. Leta 1996 je roman prejel nagrado kresnik.

## Vsebina
Roman je s prologom in epilogom tematsko, snovno in idejno povezan z avtoričinim prejšnjim romanom Filio ni doma. Filio, ki v prvem romanu zbeži z otoka, kjer vlada družbena represija, v prologu pripoveduje v drugoosebni pripovedni tehniki, s čimer nagovarja svoj notranji, drugi jaz (Glušič 2002: 268).V čustveni in ustvarjani krizi se odloči, da bo razstrelila sobo, v kateri je preživela noč z neznanim moškim. Zaradi poskusa [Uboj|uboja] jo zaprejo, vendar se ji zaradi pomanjkanja dokazov uspe izogniti nadaljnji kazni. Da bi lažje prebolela bivanjsko stisko, slika ptice. Dela razstavi v galeriji, kjer sreča polbrata in simpatijo Urija, ki ji predstavi Dečka in Kalino. Filio spozna, da je Uri zanjo izgubljen, saj med njim in Kalino začuti posebno vez. Zvečer se odpravijo v stanovanje, kjer Kalina Filio ponudi v branje svoj rokopis. Ta predstavlja osrednji del romana, »roman v romanu«. Vložena zgodba z naslovom Ciza je podpisana s psevdonimom Antonija  Rafanell. Zgodbo v tretji osebi pripoveduje Kalina, ki so jo kot trinajstletnico zasužnjili in odpeljali v hišo žensk, kjer dekleta pripravljajo na seksualno zadovoljevanje vojakov. Odrašča v javni hiši, v nenehni prisotnosti strahu pred mučenjem in posilstvi. Po opisih okolja in izrazih sodeč naj bi se pripoved dogajala v Bosni (Glušič 2002: 268). Z absurdnimi opisi dogajalnih prostorov je podkrepljena brezdušnost družbe in okolja, s katero se je Kalina že popolnoma sprijaznila in živi še samo za trenutek, ko bodo vse muke minile. Voljo do življenja vzdržuje s prebiranjem knjig, ki ji jih nosi Deček. Ko Kalina zboli, jo napodijo k zavrženim in bolnim ženskam, ki so obsojene na najhujše nasilje in samo še čakajo na smrt. Po nadlegovanju moškega, ki ga fizično napade, zanosi, pošljejo jo v oddaljeno gorsko rodno vas, kjer ji otroka zaradi neupoštevanja »pravil« skupnosti vzamejo in zamenjajo z drugim, ki nato umre v njenem naročju. Vaška družba jo izloči, Kalina se počuti osamljeno in odtujeno od vseh. Pisateljica izriše abstraktni okvir ogrožene človeške skupine, ki je zaradi ogroženosti nasilna tudi navznoter, do svojih lastnih pripadnikov, saj ji v gonji za preživetje vladajo predvsem zakoni nagona. Ljubezen v odnosu med moškim in žensko ali ljubezen do soljudi nasploh je načrtno odsotna. Vsak poskus ljubezni je naglo zatrt (Matajc 1995: 157). Kalino osvobodi Dečko, ki jo na cizi odpelje v mesto ob obali, kjer spoznata Urija. Skupaj odprejo lokal in vodijo vrtnarstvo, ustvarjajo za lepšo skupno prihodnost. V epilogu romana se Filio in Uri spominjata življenja na otoku in ugotovita, da sta oba otroka Helene Brass – Filio njena nezakonska hči, Uri pa posvojenec, ki je kot deček skrbel in pazil na Filio, iz česar izvira njena čustvena navezanost nanj. Filio na koncu zapusti prijatelje in odpotuje na sever. 

## Literarne osebe
Literarni liki obeh romanov so se razvili iz osrednjih pesemskih likov pesniških zbirk. Nekatera imena literarnih likov izhajajo iz občnih imen (Deček, Rokač, Sestra, Vdova, Prva (ženska)), kar posamezne like razosebi in jih naredi univerzalnejše. Na povezanost Kaline s Filio nakazuje že njeno ptičje ime. »Tako kot Filio tudi Kalina začuti v sebi neko spremembo, ki je pojasnjena z rastjo notranje ptice. Po svoji usodi in delno značaju je Kalina Filiin alter ego, s čimer avtorica vzpostavi koherenco znotraj romana ter enovitost obeh romanov« (Matajc 1995: 156).

## Simbolika
Roman prežema močna simbolika, ki se ponavlja v celotnem avtoričinem opusu. Ptice simbolizirajo žensko ujetost in hladnost, njihova modra barva pa željo po svobodi, upanje in hrepenenje. Ptice na Filiinih slikah so zasilna odrešitev travm iz preteklosti, pri Kalini pa se naselijo v njeno duševnost kot posledica dolgo zatajenega besa na prestano ponižanje. Kalinina ptica najprej kljuva samo znotraj nje, kasneje plane še v vojaka, ki ga komaj rešijo pred Kalino. Hiša je simbol družbene zaprtosti in brezizhodnosti. Povezavo simbolov ptiča in hiše poudarja že naslov. Kalinino ogroženo individualnosti stopnjuje nadzor vaške skupnosti in njena družbena zaprtost. Izpostavljeno je še posilstvo, ki je simbol brutalnih odnosov med ljudmi in sporoča tragično spoznanje o nezmožnosti zdrave komunikacije med spoloma, hkrati pa detabuizira tudi odnose med ženskami (Zupan Sosič 1998: 315—330).